# زبان‌های یوکاگیر
زبان‌های یوکاگیر (انگلیسی: Yukaghir languages) خانواده کوچکی متشکل از دو زبان به هم نزدیک (یوکاگیر توندرا و یوکاگیر کولیما) است که توسط مردم یوکاگیر در شرق دور روسیه و ساکن حوزه رود کولیما به آن صحبت می‌کنند. طبق سرشماری روسیه در سال ۲۰۰۲، مجموعاً ۶۰۴ گوینده از هر دو زبان یوکاگیر گزارش شده بود. گزارش‌های میدانی اخیر نشان می‌دهد که این رقم بسیار بالاتر از واقعیت است: گزارش شده که در سال ۲۰۰۹، حداکثر ۶۰ گوینده مسلط برای یوکاگیر جنوبی وجود داشته و زبان یوکاگیر توندرا حدود ۶۰ تا ۷۰ گوینده داشته است. به همین دلیل کل این خانواده زبانی در معرض انقراض محسوب می‌شود.
در زمان‌های اخیر، یوکاگیرها تحت فشارهای سیاسی دچار تغییر زبانی شده‌اند به‌طوری که اکثر گویندگان آن‌ها علاوه بر زبان یوکاگیر، به زبان‌های روسی یا زبان یاقوتی نیز مسلط هستند.
در سرشماری روسیه ۲۰۲۰–۲۰۲۱، ۵۱۶ نفر اعلام کرده‌اند که زبان یوکاگیر را به عنوان زبان مادری خود صحبت می‌کنند.